# Яшкинское городское поселение
Яшкинское городско́е поселе́ние — упразднённое муниципальное образование в Яшкинском районе Кемеровской области Российской Федерации.
Административный центр — пгт Яшкино.

## История
Статус и границы городского поселения установлены Законом Кемеровской области от 17 декабря 2004 года № 104-ОЗ «О статусе и границах муниципальных образований»

## Население
| 2009    | 2010    | 2011    | 2012    | 2013    | 2014    | 2015    |
| ------- | ------- | ------- | ------- | ------- | ------- | ------- |
| 15 242  | ↘14 719 | ↘14 714 | ↘14 489 | ↘14 360 | ↘14 244 | ↘14 135 |
| 2016    | 2017    | 2018    | 2019    |         |         |         |
| ↘14 040 | ↘13 884 | ↘13 685 | ↘13 489 |         |         |         |

## Состав городского поселения
| № | Населённый пункт | Тип населённого пункта      | Население |
| - | ---------------- | --------------------------- | --------- |
| 1 | Яшкино           | пгт, административный центр | ↘12 957   |